# Récourt-le-Creux
Récourt-le-Creux ist eine französische Gemeinde mit 68 Einwohnern (Stand: 1. Januar 2022) im Département Meuse in der Region Grand Est (vor 2016: Lothringen). Sie gehört zum Arrondissement Verdun, zum Kanton Dieue-sur-Meuse und zum Gemeindeverband Val de Meuse-Voie Sacrée.

## Geografie
Die Gemeinde Récourt-le-Creux liegt in einem kleinen Seitental der Maas, 20 Kilometer südlich von Verdun. Umgeben wird Récourt-le-Creux von den Nachbargemeinden Les Monthairons im Norden, Villers-sur-Meuse im Nordosten, Tilly-sur-Meuse im Osten und Südosten, Rambluzin-et-Benoite-Vaux im Südwesten und Westen sowie Souilly im Nordwesten.

## Bevölkerungsentwicklung
| Jahr                       | 1962 | 1968 | 1975 | 1982 | 1990 | 1999 | 2006 | 2012 | 2019 |
| Einwohner                  | 151  | 120  | 114  | 113  | 85   | 81   | 78   | 75   | 77   |
| Quellen: Cassini und INSEE |      |      |      |      |      |      |      |      |      |

## Sehenswürdigkeiten
- Kirche Saint-Maurice, erbaut im 19. Jahrhundert

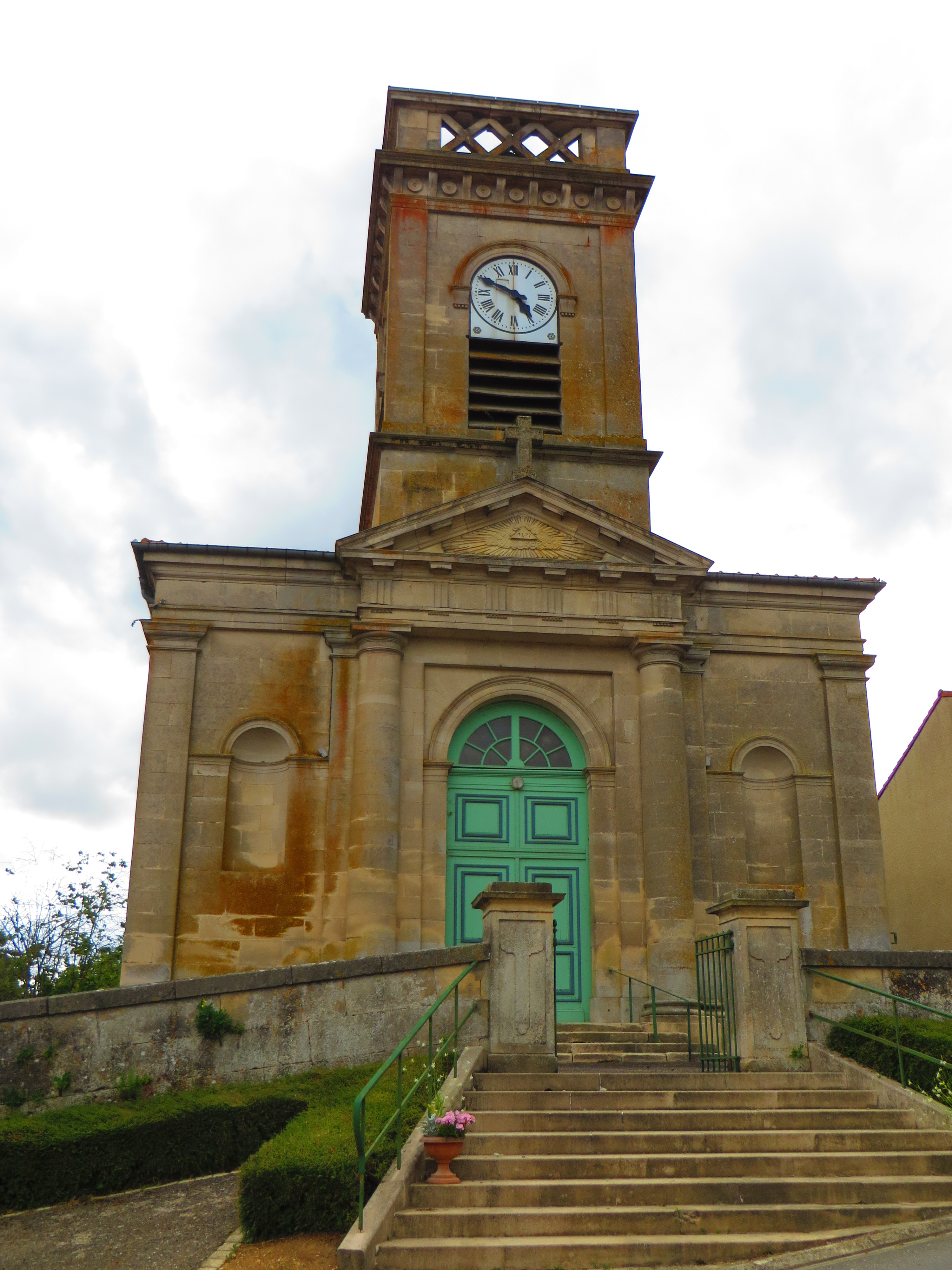
Kirche Saint-Maurice